# Allophylus
Genre

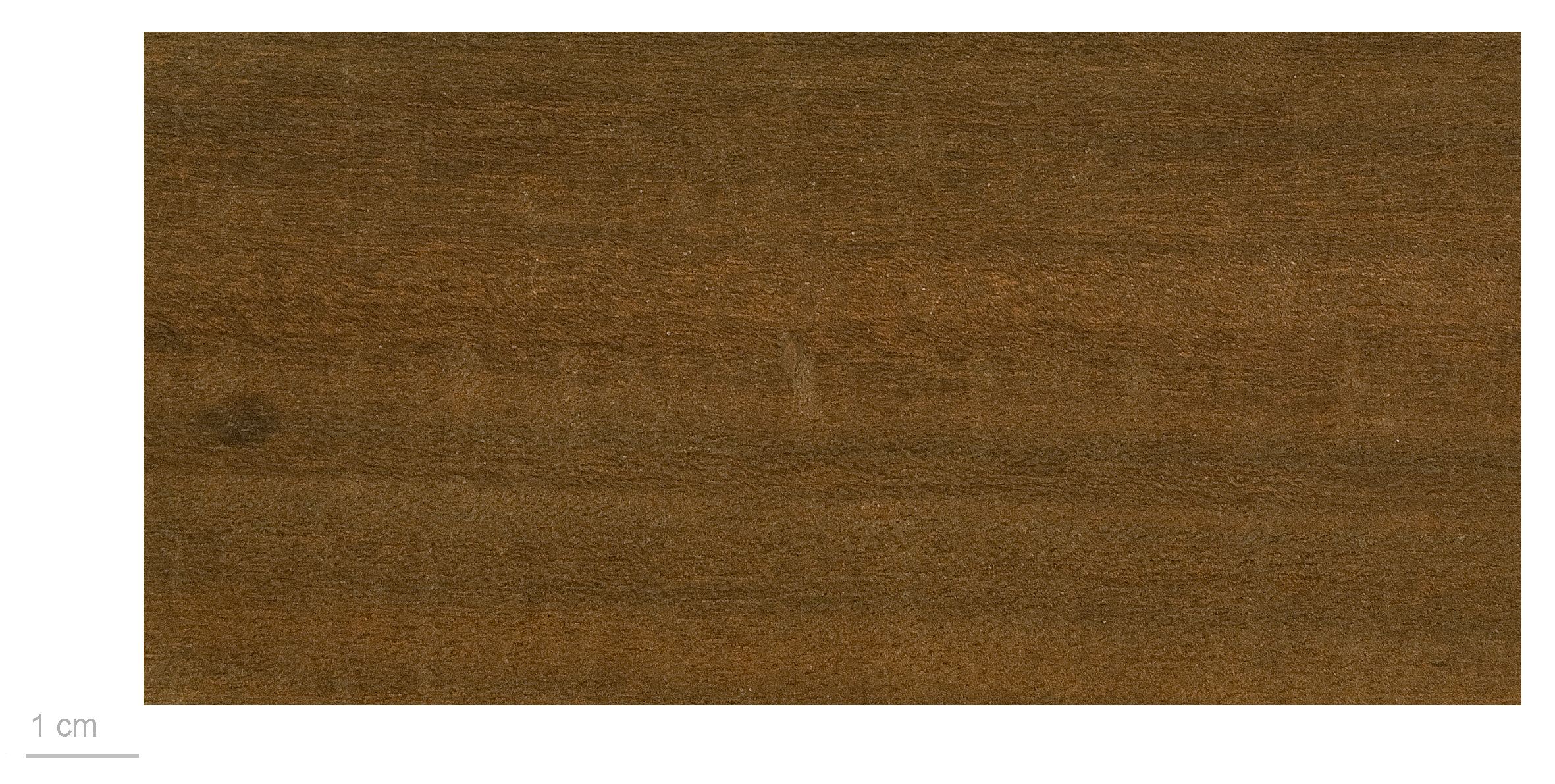
Allophylus timoriensis - Muséum de Toulouse

Allophylus est un genre d'arbres et d'arbustes de la famille des Sapindaceae. Il comprend environ 200 espèces réparties dans les régions tropicales et subtropicales.

## Liste d'espèces
Selon Catalogue of Life (3 octobre 2017) :
- Allophylus abyssinicus (Hochst.) Radk.
- Allophylus acutatus Radlk.
- Allophylus africanus Beauv.
- Allophylus agbala Hauman
- Allophylus aldabricus Radlk.
- Allophylus altescandens Hauman
- Allophylus amazonicus (C. Martius) Radlk.
- Allophylus amentaceus Radlk.
- Allophylus amplissimus Hauman
- Allophylus angustatus (Triana & Planch.) Radlk.
- Allophylus antunesii Gilg
- Allophylus apiocarpus Radlk.
- Allophylus arboreus Choux
- Allophylus bicruris Radlk.
- Allophylus boinensis Choux
- Allophylus bojerianus (Cambess.) Bl.
- Allophylus bongolavensis Choux
- Allophylus borbonicus (J.F.Gmel.) F. Friedmann
- Allophylus brevipes Radlk.
- Allophylus brevipetiolaris Radlk.
- Allophylus bullatus Radlk.
- Allophylus camptoneurus Radlk.
- Allophylus camptostachys Radlk.
- Allophylus capillipes Gagnep.
- Allophylus caudatus Radlk.
- Allophylus chartaceus (Kurz) Radlk.
- Allophylus chaunostachys Gilg
- Allophylus chirindensis E. G. Baker
- Allophylus chlorocarpus Radlk.
- Allophylus cinnamomeus Radlk.
- Allophylus cobbe (L.) Forsyth fil.
- Allophylus cominia (L.) Sw.
- Allophylus commersonii Bl.
- Allophylus comorensis Capuron
- Allophylus concanicus Radlk.
- Allophylus congolanus Gilg
- Allophylus conraui Gilg ex Radlk.
- Allophylus coriaceus Radlk.
- Allophylus crassinervis Radlk.
- Allophylus cristalensis Lippold
- Allophylus decaryi Languy & Choux
- Allophylus decipiens (Sond.) Radlk.
- Allophylus delicatulus B. Verdcourt
- Allophylus densiflorus Radlk.
- Allophylus dimorphus Radlk.
- Allophylus dioicus (Nees & Mart.) Radlk.
- Allophylus divaricatus Radlk.
- Allophylus dodsonii A.H. Gentry
- Allophylus domingensis Alain
- Allophylus dregeanus (Sond.) de Winter
- Allophylus dummeri E. G. Baker
- Allophylus edulis (A. St.-Hil., Cambessedes & A. Jussieu) Radlk. ex Warm.
- Allophylus elongatus Radlk.
- Allophylus exappendiculatus Somner, Ferrucci & Frazão
- Allophylus excelsus (Triana & Planch.) Radlk.
- Allophylus ferrugineus Taub.
- Allophylus filiger Radlk.
- Allophylus floribundus (Poeppig) Radlk.
- Allophylus fulvotomentosus Gilg
- Allophylus fuscus Radlk.
- Allophylus gentryi T.B. Croat
- Allophylus glabratus (Kunth) Radlk.
- Allophylus gossweileri E. G. Baker
- Allophylus goudotii (Triana & Planch.) Radlk.
- Allophylus grandiflorus Radlk.
- Allophylus grandifolius (Bak.) Radlk.
- Allophylus granulatus Radlk.
- Allophylus grossedentatus (Turcz.) F.-Villar
- Allophylus grotei F. G. Davies & B. Verdcourt
- Allophylus guaraniticus (A. St.-Hil.) Radlk.
- Allophylus haitiensis Radlk. & Ekman
- Allophylus hallaei Fouilloy
- Allophylus hamatus Vermoesen ex Hauman
- Allophylus heterophyllus (Cambess.) Radlk.
- Allophylus hirsutus Radlk.
- Allophylus hirtellus (Hook. fil.) Radlk.
- Allophylus holophyllus Radlk.
- Allophylus hylophilus Gilg
- Allophylus hymenocalyx Radlk.
- Allophylus imenoensis Pellegr.
- Allophylus incanus Radlk.
- Allophylus insignis Radlk.
- Allophylus jamaicensis Radlk.
- Allophylus katangensis Hauman
- Allophylus laevigatus (Turcz.) Radlk.
- Allophylus largifolius Radlk.
- Allophylus lasiopus E. G. Baker
- Allophylus lastoursvillensis Pellegr.
- Allophylus latifolius Huber
- Allophylus le-testui Pellegr.
- Allophylus leiophloeus Radlk.
- Allophylus leptocladus Radlk.
- Allophylus leptostachys (Benth.) Radlk.
- Allophylus leucoclados Radlk.
- Allophylus leucophloeus Radlk.
- Allophylus longicuneatus Vermoesen ex Hauman
- Allophylus longipes Radlk.
- Allophylus longipetiolatus Gilg
- Allophylus lopezii Merr.
- Allophylus loretensis Standl. ex Macbride
- Allophylus macrocarpus Danguy & Choux
- Allophylus macrostachys Radlk.
- Allophylus maestrensis Lippold
- Allophylus malvaceus Radlk.
- Allophylus marquesensis Forest Brown
- Allophylus mayimbensis Pellegr.
- Allophylus megaphyllus Hutchinson & Dalziel
- Allophylus melanophloeus Radlk.
- Allophylus membranifolius Radlk.
- Allophylus montanus Alain
- Allophylus mossambicensis Exell
- Allophylus multicostatus A.H. Gentry
- Allophylus myrianthus Radlk.
- Allophylus natalensis (Sond.) de Winter
- Allophylus ngounyensis Pellegr.
- Allophylus nigericus E. G. Baker
- Allophylus nigrescens Bl.
- Allophylus nitidulus (Triana & Planch.) Radlk.
- Allophylus oyemensis Pellegr.
- Allophylus pachyphyllus Radlk.
- Allophylus paniculatus (Poeppig) RadIkofer
- Allophylus parimensis J.A. Steyerm.
- Allophylus pauciflorus Radlk.
- Allophylus peduncularis Radlk.
- Allophylus persicifolius Hauman
- Allophylus peruvianus Radlk.
- Allophylus pervillei Bl.
- Allophylus petelotii Merr.
- Allophylus petiolulatus Radlk.
- Allophylus pilosus (J. F.Macbride) A. Gentry
- Allophylus pinnatus Choux
- Allophylus poungouensis Pellegr.
- Allophylus pseudopaniculatus E. G. Bak.
- Allophylus psilospermus Radlk.
- Allophylus puberulus (Cambess.) Radlk.
- Allophylus punctatus (Poeppig) Radlk.
- Allophylus quercifolius (Mart.) Radlk.
- Allophylus racemosus (L.) Radlk.
- Allophylus rapensis Forest Brown
- Allophylus repandifolius Merr. & Chun
- Allophylus reticulatus Radlk.
- Allophylus rheedei (Wight) Radlk.
- Allophylus rigidus (Mill.) Sw.
- Allophylus robustus Radlk.
- Allophylus roigii H. Lippold
- Allophylus rubifolius (Hochst. ex A. Rich.) Engl.
- Allophylus salignus Bl.
- Allophylus samarensis Merr.
- Allophylus sapinii Vermoesen ex Hauman
- Allophylus schweinfurthii Gilg
- Allophylus scrobiculatus (Poeppig) Radlk.
- Allophylus sechellensis Summerhayes
- Allophylus semidentatus (Miquel) Radlk. ex S. Moore
- Allophylus sericeus Radlk.
- Allophylus serratus (Roxb.) Kurz
- Allophylus setulosus Radlk.
- Allophylus simplex Quisumb.
- Allophylus simplicifolius Radlk.
- Allophylus spectabilis Gilg
- Allophylus spicatus (Poir.) Radlk.
- Allophylus stenodictyus Radlk.
- Allophylus stenophyllus Merr.
- Allophylus strictus Radlk.
- Allophylus subcoriaceus Baker fil.
- Allophylus subfalcatus Radlk.
- Allophylus subincisodentatus Radlk.
- Allophylus talbotii E. G. Baker
- Allophylus tanzaniensis F. G. Davies
- Allophylus ternatus (Forst.) Radlk.
- Allophylus timorensis (DC.) Bl.
- Allophylus torrei Exell & Mendonca
- Allophylus trichodesmus Radlk.
- Allophylus trichophyllus Merr. & Chun
- Allophylus triphyllus (Burm. fil.) Merr.
- Allophylus ujori Cheek
- Allophylus umbrinus A. C. Sm.
- Allophylus unifoliolatus Radlk.
- Allophylus vestitus F. G. Davies
- Allophylus villosus (Roxb.) Bl.
- Allophylus viridis Radlk.
- Allophylus welwitschii Gilg
- Allophylus whitei Exell
- Allophylus zenkeri Gilg ex Radlk.
- Allophylus zeylanicus L.

Selon ITIS (3 octobre 2017) :
- Allophylus cobbe (L.) Raeusch.
- Allophylus crassinervis Radlk.
- Allophylus holophyllus Radlk.
- Allophylus racemosus Sw.
- Allophylus ternatus (J.R. Forst. & G. Forst.) Radlk.
- Allophylus timorensis (DC.) Blume
- Allophylus zeylanicus L.

Selon NCBI (3 octobre 2017) :
- Allophylus abyssinicus
- Allophylus africanus
- Allophylus angustatus
- Allophylus arboreus
- Allophylus bicruris
- Allophylus bojerianus
- Allophylus bullatus
- Allophylus chaunostachys
- Allophylus chirindensis
- Allophylus cobbe
- Allophylus cominia
- Allophylus conraui
- Allophylus crassinervis
- Allophylus decipiens
- Allophylus dissectus
- Allophylus dregeanus
- Allophylus edulis
- Allophylus gardineri
- Allophylus griseotomentosus
- Allophylus hirsutus
- Allophylus hirtellus
- Allophylus javensis
- Allophylus latifolius
- Allophylus longipes
- Allophylus macrobotrys
- Allophylus megaphyllus
- Allophylus natalensis
- Allophylus pervillei
- Allophylus poungouensis
- Allophylus psilospermus
- Allophylus puberulus
- Allophylus racemosus
- Allophylus rubifolius
- Allophylus schweinfurthii
- Allophylus serratus
- Allophylus spicatus
- Allophylus trichodesmus
- Allophylus welwitschii

Selon The Plant List (3 octobre 2017) :
- Allophylus abyssinicus (Hochst.) Radlk.
- Allophylus acutatus Radlk.
- Allophylus africanus P.Beauv.
- Allophylus agbala Hauman
- Allophylus aldabricus Radlk.
- Allophylus altescandens Hauman
- Allophylus amazonicus (Mart.) Radlk.
- Allophylus amboinensis Blume
- Allophylus amentaceus Radlk.
- Allophylus amplissimus Hauman
- Allophylus angustatus (Triana & Planch.) Radlk.
- Allophylus antunesii Gilg
- Allophylus apiocarpus Radlk.
- Allophylus arboreus Choux
- Allophylus bartlettii Merr.
- Allophylus betongensis Craib
- Allophylus bicruris Radlk.
- Allophylus boinensis Choux
- Allophylus bojerianus (Cambess.) Blume
- Allophylus bongolavensis Choux
- Allophylus borbonicus (J.F.Gmel.) F.Friedmann
- Allophylus brachypetalus Gagnep.
- Allophylus brachystachys Radlk.
- Allophylus brevipes Radlk.
- Allophylus brevipetiolaris Radlk.
- Allophylus bullatus Radlk.
- Allophylus camptoneurus Radlk.
- Allophylus camptostachys Radlk.
- Allophylus capillipes Gagnep.
- Allophylus caudatus Radlk.
- Allophylus cazengoensis Baker f.
- Allophylus chartaceus (Kurz) Radlk.
- Allophylus chaunostachys Gilg
- Allophylus chirindensis Baker f.
- Allophylus chlorocarpus Radlk.
- Allophylus chrysoneurus Radlk.
- Allophylus chrysothrix (Radlk.) Lisowski
- Allophylus cinnamomeus Radlk.
- Allophylus cobbe (L.) Raeusch.
- Allophylus cominia (L.) Sw.
- Allophylus commersonii Blume
- Allophylus concanicus Radlk.
- Allophylus congolanus Gilg
- Allophylus conraui Gilg ex Radlk.
- Allophylus coriaceus Radlk.
- Allophylus costatus Choux
- Allophylus crassinervis Radlk.
- Allophylus crenatus Radlk.
- Allophylus cristalensis Lippold
- Allophylus cubensis Borhidi & O.Muñiz
- Allophylus dasythyrsus Radlk.
- Allophylus decaryi Danguy & Choux
- Allophylus decipiens (E.Mey.) Radlk.
- Allophylus delicatulus Verdc.
- Allophylus densiflorus Radlk.
- Allophylus dimorphus Radlk.
- Allophylus dioicus (Nees & Mart.) Radlk.
- Allophylus divaricatus Radlk.
- Allophylus dodsonii Gentry
- Allophylus domingensis Alain
- Allophylus dregeanus (Sond.) De Winter
- Allophylus dummeri Baker f.
- Allophylus edulis (A.St.-Hil., A.Juss. & Cambess.) Radlk.
- Allophylus elongatus Radlk.
- Allophylus eustachys Radlk.
- Allophylus excelsus (Triana & Planch.) Radlk.
- Allophylus ferrugineus Taub.
- Allophylus filiger Radlk.
- Allophylus floribundus (Poepp.) Radlk.
- Allophylus fulvotomentosus Gilg
- Allophylus fuscus Radlk.
- Allophylus gentryi Croat
- Allophylus glabratus (Kunth) Radlk.
- Allophylus gossweileri Baker f.
- Allophylus goudotii (Triana & Planch.) Radlk.
- Allophylus grandiflorus Radlk.
- Allophylus grandifolius (Baker) Radlk.
- Allophylus granulatus Radlk.
- Allophylus grossedentatus (Turcz.) Fern.-Vill.
- Allophylus grotei F.G.Davies & Verdc.
- Allophylus guaraniticus (A.St.-Hil.) Radlk.
- Allophylus haitiensis Radlk. & Ekman
- Allophylus hallaei Fouilloy
- Allophylus hamatus Verm. ex Hauman
- Allophylus hayatae Gagnep.
- Allophylus heterophyllus (Cambess.) Radlk.
- Allophylus hirsutus Radlk.
- Allophylus hirtellus (Hook.f.) Radlk.
- Allophylus holophyllus Radlk.
- Allophylus hylophilus Gilg
- Allophylus hymenocalyx Radlk.
- Allophylus imenoensis Pellegr.
- Allophylus incanus Radlk.
- Allophylus insignis Radlk.
- Allophylus jamaicensis Radlk.
- Allophylus javensis Blume
- Allophylus jejunus Standl. ex Lundell
- Allophylus katangensis Hauman
- Allophylus laetevirens Ridl.
- Allophylus laetus Radlk.
- Allophylus laevigatus (Turcz.) Radlk.
- Allophylus largifolius Radlk.
- Allophylus lasiopus Baker f.
- Allophylus lastoursvillensis Pellegr.
- Allophylus latifolius Huber
- Allophylus laxiflorus Gagnep.
- Allophylus le-testui Pellegr.
- Allophylus leptocladus Radlk.
- Allophylus leptococcus Radlk.
- Allophylus leptostachys Radlk.
- Allophylus leucochrous Radlk.
- Allophylus leucoclados Radlk.
- Allophylus leucophloeus Radlk.
- Allophylus livescens Gagnep.
- Allophylus longicuneatus Verm. ex Hauman
- Allophylus longifolius Radlk.
- Allophylus longipes Radlk.
- Allophylus longipetiolatus Gilg
- Allophylus lopezii Merr.
- Allophylus loretensis Standl. ex J.F.Macbr.
- Allophylus macrocarpus Danguy & Choux
- Allophylus macrodontus Merr.
- Allophylus macrostachys Radlk.
- Allophylus maestrensis Lippold
- Allophylus malvaceus Radlk.
- Allophylus mananarensis Choux
- Allophylus marquesensis F.Br.
- Allophylus mayimbensis Pellegr.
- Allophylus megaphyllus Hutch. & Dalziel
- Allophylus melanocarpus (Sond.) Radlk.
- Allophylus melliodorus Gilg ex Radlk.
- Allophylus micrococcus Radlk.
- Allophylus mollis (Kunth) Radlk.
- Allophylus montanus F.N.Williams
- Allophylus mossambicensis Exell
- Allophylus multicostatus A.H.Gentry
- Allophylus myrianthus Radlk.
- Allophylus natalensis (Sond.) De Winter
- Allophylus ngounyensis Pellegr.
- Allophylus nigericus Baker f.
- Allophylus nigrescens Blume
- Allophylus nitidulus (Triana & Planch.) Radlk.
- Allophylus obliquus Radlk.
- Allophylus oyemensis Pellegr.
- Allophylus pachyphyllus Radlk.
- Allophylus pallidus Radlk.
- Allophylus paniculatus (Poepp.) Radlk.
- Allophylus parimensis Steyerm.
- Allophylus pauciflorus Radlk.
- Allophylus peduncularis Radlk.
- Allophylus persicifolius Hauman
- Allophylus peruvianus Radlk.
- Allophylus pervillei Blume
- Allophylus petelotii Merr.
- Allophylus pilosus (J.F.Macbr.) A.H.Gentry
- Allophylus poungouensis Pellegr.
- Allophylus pseudopaniculatus Baker f.
- Allophylus psilospermus Radlk.
- Allophylus punctatus (Poepp.) Radlk.
- Allophylus quercifolius (Mart.) Radlk.
- Allophylus quinatus Radlk.
- Allophylus racemosus Sw.
- Allophylus rapensis F.Br.
- Allophylus repandifolius Merr. & Chun
- Allophylus repandodentatus Radlk.
- Allophylus reticulatus Radlk.
- Allophylus rheedei (Wight) Radlk.
- Allophylus rhodesicus Exell
- Allophylus rhomboidalis (Nadeaud) Radlk.
- Allophylus rigidus Sw.
- Allophylus robustus Radlk.
- Allophylus rubifolius (Hochst. ex A.Rich.) Engl.
- Allophylus rutete Gilg
- Allophylus salignus Blume
- Allophylus salinarius Gagnep.
- Allophylus samarensis Merr.
- Allophylus sapinii Verm. ex Hauman
- Allophylus scandens Ridl.
- Allophylus schweinfurthii Gilg
- Allophylus scrobiculatus (Poepp.) Radlk.
- Allophylus sechellensis Summerh.
- Allophylus serratus (Hiern) Kurz
- Allophylus setulosus Radlk.
- Allophylus simplicifolius Radlk.
- Allophylus sootepensis Craib
- Allophylus spectabilis Gilg
- Allophylus spicatus (Poir.) Radlk.
- Allophylus steinbachii F.A.Barkley & Villa
- Allophylus stenodictyus Radlk.
- Allophylus stenophyllus Merr.
- Allophylus strictus Radlk.
- Allophylus subfalcatus Radlk.
- Allophylus subincisodentatus Radlk.
- Allophylus sumatranus Blume
- Allophylus talbotii Baker f.
- Allophylus tanzaniensis F.G.Davies
- Allophylus timorensis (DC.) Blume
- Allophylus torrei Exell & Mendonça
- Allophylus transvaalensis Burtt Davy
- Allophylus trichodesmus Radlk.
- Allophylus trichophyllus Merr. & Chun
- Allophylus triphyllus (Burm.f.) Merr.
- Allophylus ujori Cheek
- Allophylus umbrinus A.C.Sm.
- Allophylus unifoliatus Radlk.
- Allophylus unifoliolatus Radlk.
- Allophylus vestitus F.G.Davies
- Allophylus villosus (Roxb.) Blume
- Allophylus viridis Radlk.
- Allophylus whitei Exell
- Allophylus zenkeri Gilg ex Radlk.
- Allophylus zeylanicus L.

Selon Tropicos (3 octobre 2017) (Attention liste brute contenant possiblement des synonymes) :
- Allophylus abyssinicus (Hochst.) Radlk.
- Allophylus acuminatus Radlk.
- Allophylus acutatus Radlk.
- Allophylus africanus P. Beauv.
- Allophylus agbala Hauman
- Allophylus aldabricus Radlk.
- Allophylus alnifolius (Baker) Radlk.
- Allophylus alte-scandens Hauman
- Allophylus amazonicus (Mart.) Radlk.
- Allophylus amboinensis Blume
- Allophylus amentaceus Radlk.
- Allophylus amplissimus Hauman
- Allophylus andongensis Baker f.
- Allophylus angustatus (Triana & Planch.) Radlk.
- Allophylus antunesii Gilg
- Allophylus apiocarpus Radlk.
- Allophylus aporeticus Kurz
- Allophylus appendiculato-serratus Gilg
- Allophylus appenduculatoserratus Gilg
- Allophylus arboreus Choux
- Allophylus bartlettii Merr.
- Allophylus betongensis Craib
- Allophylus bicruris Radlk.
- Allophylus blancoi Blume
- Allophylus boinensis Choux
- Allophylus bojerianus (Cambess.) Blume
- Allophylus bongolavensis Choux
- Allophylus borbonicus (J.F. Gmel.) F. Friedmann
- Allophylus brachycalyx Baker f.
- Allophylus brachypetalus Gagnep.
- Allophylus brachystachys Radlk.
- Allophylus brevipes Radlk.
- Allophylus brevipetiolaris Radlk.
- Allophylus buchananii Gilg ex Radlk.
- Allophylus bullatus Radlk.
- Allophylus bussei Gilg ex Engl.
- Allophylus calophyllus Gilg
- Allophylus camptoneurus Radlk.
- Allophylus camptostachys Radlk.
- Allophylus capillipes Gagnep.
- Allophylus cataractarum Baker f.
- Allophylus caudatus Radlk.
- Allophylus cazengoensis Baker f.
- Allophylus celebicus Blume
- Allophylus chartaceus (Kurz) Radlk.
- Allophylus chaunostachys Gilg
- Allophylus chirindensis Baker f.
- Allophylus chlorocarpus Radlk.
- Allophylus chrysoneurus Radlk.
- Allophylus chrysothrix (Radlk.) Lisowski
- Allophylus cinnamomeus Radlk.
- Allophylus cobbe (L.) Raeusch.
- Allophylus cochinchinensis Lecomte
- Allophylus cominia (L.) Sw.
- Allophylus commersonii Blume
- Allophylus comorensis Capuron ex Gereau & G.E. Schatz
- Allophylus concanicus Radlk.
- Allophylus congolanus Gilg
- Allophylus conraui Gilg ex Radlk.
- Allophylus coriaceus Radlk.
- Allophylus costatus Choux
- Allophylus crassinervis Radlk.
- Allophylus crataegifolius Capuron ex Gereau & G.E. Schatz
- Allophylus crebriflorus Baker f.
- Allophylus crenatus Radlk.
- Allophylus cristalensis Lippold
- Allophylus cubensis Borhidi & O. Muñiz
- Allophylus cuneatus Baker f.
- Allophylus dasystachys Gilg
- Allophylus dasythyrsus Radlk.
- Allophylus decaryi Danguy & Choux
- Allophylus decipiens Radlk.
- Allophylus delicatulus Verdc.
- Allophylus densiflorus Radlk.
- Allophylus didymadenius Radlk.
- Allophylus dimorphus Radlk.
- Allophylus dioicus Radlk.
- Allophylus dissectus Capuron ex Gereau & G.E. Schatz
- Allophylus distachys Radlk.
- Allophylus divaricatus Radlk.
- Allophylus dodsonii A.H. Gentry
- Allophylus domingensis Alain
- Allophylus dregeanus (Sond.) De Winter
- Allophylus dummeri Baker f.
- Allophylus edulis (A. St.-Hil., A. Juss. & Cambess.) Hieron. ex Niederl.
- Allophylus elongatus Radlk.
- Allophylus erlangeri Gilg & Chiov.
- Allophylus erosus Radlk.
- Allophylus eustachys Radlk.
- Allophylus exappendiculatus Somner, Ferrucci & Frazão
- Allophylus excelsus (Triana & Planch.) Radlk.
- Allophylus ferrugineus Taub.
- Allophylus filiger Radlk.
- Allophylus fischeri Gilg
- Allophylus floribundus (Poepp.) Radlk.
- Allophylus fulvinervis Blume
- Allophylus fulvotomentosus Gilg
- Allophylus fuscus Radlk.
- Allophylus gardineri Summerh.
- Allophylus gazensis Baker f.
- Allophylus gentryi Croat
- Allophylus glaber Boerl.
- Allophylus glabratus Radlk.
- Allophylus goetzeanus Gilg
- Allophylus gossweileri Baker f.
- Allophylus goudotii (Triana & Planch.) Radlk.
- Allophylus grandiflorus Radlk.
- Allophylus grandifolius (Baker) Radlk.
- Allophylus granulatus Radlk.
- Allophylus griseotomentosus Gilg
- Allophylus grossedentatus Fern.-Vill.
- Allophylus grotei F.G. Davies & Verdc.
- Allophylus guaraniticus Radlk.
- Allophylus haitiensis Radlk. & Ekman
- Allophylus hallaei Fouilloy
- Allophylus hamatus Vermoesen ex Hauman
- Allophylus hayatae Gagnep.
- Allophylus heterophyllus Radlk.
- Allophylus hirsutus Radlk.
- Allophylus hirtellus (Hook. f.) Radlk.
- Allophylus hispidus Trimen
- Allophylus holophyllus Radlk.
- Allophylus holstii Gilg ex Engl.
- Allophylus holubii Baker f.
- Allophylus hylophilus Gilg
- Allophylus hymenocalyx Radlk.
- Allophylus imenoensis Pellegr.
- Allophylus incanus Radlk.
- Allophylus insignis Radlk.
- Allophylus integrifolius (Willd.) Blume
- Allophylus jamaicensis Radlk.
- Allophylus javensis Blume
- Allophylus jejunus Standl. ex Lundell
- Allophylus kassneri Baker f.
- Allophylus katangensis Hauman
- Allophylus kilimandscharicus Taub.
- Allophylus kinlochii Standl.
- Allophylus kiwuensis Gilg
- Allophylus laetevirens Ridl.
- Allophylus laeteviridis Gilg ex Engl.
- Allophylus laetus Radlk.
- Allophylus laevigatus Radlk.
- Allophylus largifolius Radlk.
- Allophylus lasiopus Baker f.
- Allophylus lastoursvillensis Pellegr.
- Allophylus latefoliolatus Baker f.
- Allophylus latifolius Huber
- Allophylus laxiflorus Gagnep.
- Allophylus le-testui Pellegr.
- Allophylus leiophloceus Radlk.
- Allophylus leiophloeus Radlk.
- Allophylus leptocaulos De Wild. & T. Durand
- Allophylus leptocladus Radlk.
- Allophylus leptococcus Radlk.
- Allophylus leptostachys Radlk.
- Allophylus leptostachyus Boerl.
- Allophylus letestui Pellegr.
- Allophylus leucochrous Radlk.
- Allophylus leucoclados Radlk.
- Allophylus leucophloeus Radlk.
- Allophylus ligustrinus Blume
- Allophylus litoralis Blume
- Allophylus livescens Gagnep.
- Allophylus longeracemosus Standl.
- Allophylus longicuneatus Vermoesen ex Hauman
- Allophylus longifolius Radlk.
- Allophylus longipes Radlk.
- Allophylus longipetiolatus Gilg
- Allophylus lopezii Merr.
- Allophylus loretensis Standl. ex J.F. Macbr.
- Allophylus macrobotrys Gilg
- Allophylus macrocarpus Danguy & Choux
- Allophylus macrodontus Merr.
- Allophylus macrophylla
- Allophylus macrostachys Radlk.
- Allophylus macrurus Gilg
- Allophylus maestrensis Lippold
- Allophylus magicus Taub.
- Allophylus malvaceus Radlk.
- Allophylus mananarensis Choux
- Allophylus marquesensis F. Br.
- Allophylus mawambensis Gilg
- Allophylus mayimbensis Pellegr.
- Allophylus megaphyllus Hutch. & Dalziel
- Allophylus melanocarpus Radlk.
- Allophylus melanophloeus Radlk.
- Allophylus melliodorus Gilg ex Radlk.
- Allophylus membranifolius Radlk.
- Allophylus micrococcus Radlk.
- Allophylus mollis (Kunth) Radlk.
- Allophylus monophylla Radlk.
- Allophylus monophyllus Radlk.
- Allophylus montanus Alain
- Allophylus mossambicensis Exell
- Allophylus multicostatas A.H. Gentry
- Allophylus mutabilis Boerl.
- Allophylus myrianthus Radlk.
- Allophylus natalensis De Winter
- Allophylus ngounyensis Pellegr.
- Allophylus nigericus Baker f.
- Allophylus nigrescens Blume
- Allophylus nitidulus (Triana & Planch.) Radlk.
- Allophylus obliquus Radlk.
- Allophylus oreodryadum Gilg ex Engl.
- Allophylus oreophilus Gilg
- Allophylus oyemensis Pellegr.
- Allophylus pachyphyllus Radlk.
- Allophylus pallidus Radlk.
- Allophylus panamensis Radlk.
- Allophylus paniculatus (Poepp.) Radlk.
- Allophylus paralleloneurus Gilg ex Engl.
- Allophylus parimensis Steyerm.
- Allophylus pauciflorus Radlk.
- Allophylus peduncularis Radlk.
- Allophylus persicifolius Hauman
- Allophylus peruvianus Radlk.
- Allophylus pervillei Blume
- Allophylus petelotii Merr.
- Allophylus petiolulatus Radlk.
- Allophylus pierrei Pellegr.
- Allophylus pilosus (J.F. Macbr.) A.H. Gentry
- Allophylus pinnatus Choux
- Allophylus poungouensis Pellegr.
- Allophylus pseudopaniculatus Baker f.
- Allophylus psilospermus Radlk.
- Allophylus puberulus Radlk.
- Allophylus punctatus (Poepp.) Radlk.
- Allophylus quercifolius Radlk.
- Allophylus quinatus Radlk.
- Allophylus racemosus Sw.
- Allophylus rapensis F. Br.
- Allophylus repandifolius Merr. & Chun
- Allophylus repandodentatus Radlk.
- Allophylus repandus Engl.
- Allophylus reticulatus Radlk.
- Allophylus rheedei Radlk.
- Allophylus rheedii Radlk.
- Allophylus rhodesicus Exell
- Allophylus rhoidiphyllus Balf. f.
- Allophylus rhomboidalis Radlk.
- Allophylus rhusiphyllus Balf. f.
- Allophylus richardsiae Exell
- Allophylus rigidus Sw.
- Allophylus roigii Lippold
- Allophylus rubifolius (Hochst. ex A. Rich.) Engl.
- Allophylus rufescens Blume
- Allophylus rugosus Blume
- Allophylus rutete Gilg
- Allophylus salignus Blume
- Allophylus salinarius Gagnep.
- Allophylus samarensis Merr.
- Allophylus sapinii Vermoesen &
- Allophylus scandens Ridl.
- Allophylus schirensis Gilg
- Allophylus schweinfurthii Gilg
- Allophylus scorbiculatus Radlk.
- Allophylus scrobiculatus (Poepp.) Radlk.
- Allophylus sechellensis Summerh.
- Allophylus semidentatus (Miq.) Radlk.
- Allophylus sericeus Radlk.
- Allophylus serratus (Hiern) Kurz
- Allophylus serrulatus Radlk.
- Allophylus sessilis Blume
- Allophylus setulosus Radlk.
- Allophylus shirensis Gilg
- Allophylus simplex Baill.
- Allophylus simplicifolius Radlk.
- Allophylus sootepensis Craib
- Allophylus spectabilis Gilg
- Allophylus spicatus (Poir.) Radlk.
- Allophylus spragueanus Burtt Davy
- Allophylus stachyanthus Gilg
- Allophylus steinbachii F.A. Barkley & Villa
- Allophylus stenodictyus Radlk.
- Allophylus stenophyllus Merr.
- Allophylus strictus Radlk.
- Allophylus subcoriaceus Baker f.
- Allophylus subfalcatus Radlk.
- Allophylus subincisodentatus Radlk.
- Allophylus sublaxus Gillespie
- Allophylus sumatranus Blume
- Allophylus sundanus Miq.
- Allophylus tahitensis Radlk.
- Allophylus talbotii Baker f.
- Allophylus tanzaniensis F.G. Davies
- Allophylus tenuifolius Radlk.
- Allophylus tenuis Radlk.
- Allophylus ternatus (J.R. Forst. & G. Forst.) Radlk.
- Allophylus tessmannii Gilg ex Engl.
- Allophylus timboensis Hua
- Allophylus timoriensis (DC.) Blume
- Allophylus tomentosus Boerl.
- Allophylus toroensis Baker f.
- Allophylus torrei Exell & Mendonça
- Allophylus touracus Pellegr.
- Allophylus transvaalensis Burtt Davy
- Allophylus trichodesmus Radlk.
- Allophylus trichophyllus Merr. & Chun
- Allophylus triphyllus Merr.
- Allophylus tristis Radlk.
- Allophylus umbrinus A.C. Sm.
- Allophylus unifoliatus Radlk.
- Allophylus unifoliolatus Radlk.
- Allophylus ussheri Baker f.
- Allophylus uwembae Gilli
- Allophylus varians Radlk.
- Allophylus velutinus Radlk.
- Allophylus vestitus F.G. Davies
- Allophylus villosus Blume
- Allophylus viridis Radlk.
- Allophylus vitiensis Radlk.
- Allophylus volkensii Gilg
- Allophylus warneckei Gilg ex Engl.
- Allophylus welwitschii Gilg
- Allophylus whitei Exell
- Allophylus yeru Gilg
- Allophylus zenkeri Gilg ex Radlk.
- Allophylus zeylanicus L.
- Allophylus zimmermannianus Gilg ex Engl.